# Zrzeszenie Lekarek Polskich
Zrzeszenie Lekarek Polskich – zawodowa organizacja kobieca, która działała na różnych polach życia społecznego. Powstała we wrześniu 1925 roku w Warszawie. Założycielkami były Balbina Biszchofswerder, Justyna Budzińska-Tylicka, Zofia Garlicka i Natalia Zandowa. Organizacja była członkiem Medical Womens Internationale Association (MWIA), międzynarodowego stowarzyszenia, które powstało w 1919 roku. ZLP należało do organizacji dążących do zwiększenia współpracy i równouprawnienia lekarzy kobiet i mężczyzn. Przewodniczącą Zrzeszenia została Zofia Garlicka.
Głównym celem organizacji było działanie społeczne, naukowe i propagandowe mające na celu zawodową, naukową i towarzyską aktywizację lekarek. Do zadań stowarzyszenia należała opieka nad matką i dzieckiem, inicjowanie badań nad zdrowiem kobiet, dbałość o wychowanie fizyczne i higienę szkolną dziewcząt, ochrona pracy kobiet i nieletnich oraz walka z gruźlicą, alkoholizmem, prostytucją i chorobami wenerycznymi. Zrzeszenie organizowało samopomoc zawodową, moralną i materialną.
W marcu 1939 zrzeszenie zaangażowało się w program powszechnego przysposobienia kobiet do obrony kraju, zainicjowany przez Walny Zjazd Organizacji Przysposobienia Wojskowego Kobiet. Po 1945 polskie lekarki nie funkcjonowały już w ramach MWIA, a Zrzeszenie Lekarek Polskich przestało istnieć.